# 井湾子街道
井湾子街道，是中华人民共和国湖南省长沙市雨花区下辖的一个乡镇级行政单位。

## 行政区划
井湾子街道下辖以下地区：
莲湖社区筹委会、红星社区筹委会二、融城苑社区、井圭路社区、冯家冲社区、井湾子社区、井巷社区、三湘社区、德馨园社区、红星社区、赤岗岭社区、香樟路社区和井塘社区筹委会二。